# ماکسیم پاولنکو
ماکسیم پاولنکو (انگلیسی: Maksym Pavlenko؛ زادهٔ ۱۵ سپتامبر ۱۹۷۵) بازیکن فوتبال اهل اوکراین است.
از باشگاه‌هایی که در آن بازی کرده‌است می‌توان به اشاره کرد.
وی همچنین در تیم ملی فوتبال تیم ملی فوتسال اوکراین بازی کرده‌است.